# Wolfgang Woizick
Wolfgang Woizick (* 1940 in Belzig) ist ein deutscher Autor, Dialogbuch- und Synchronregisseur.

## Leben
Wolfgang Woizick wollte ursprünglich Uhrmacher werden. Nach einem Studium an der Humboldt-Universität in Ost-Berlin arbeitete er zunächst vier Jahre als Lehrer. 
Eine langjährige Freundschaft verband ihn mit dem Künstler Roger Loewig. 
Ab 1966 war Woizick über zwei Jahrzehnte hinweg beim DEFA-Studio für Synchronisation in Berlin-Johannisthal tätig. Dort war er zuständig, für ausländische Filmproduktionen die Übersetzung in die Deutsche Sprache anzufertigen. Dadurch kam er mit der aus Dänemark stammenden Filmreihe Olsenbande in Berührung. Woizick war mit der direkten Übersetzung betraut, sodass die Wortschöpfung und Geflügeltes Wort Mächtig Gewaltig der Figur Benny Frandsen (gespielt von Morten Grunwald) auf ihn persönlich zurückgeht. Der Spruch fiel in 13 von 14 Filmen insgesamt 236 Mal. Im dänischen Original lautet der Spruch Skide Godt, was wortwörtlich auf Deutsch übersetzt Scheiß Gut bedeutet. Woizick war für alle Filme dieser Reihe als Dialogbuchautor eingesetzt, womit er maßgeblich zur großen Beliebtheit der Reihe in der DDR beigetragen hatte. Mit Morten Grunwald, den er im Jahr 1998 auch persönlich kennengelernt hatte, entwickelte sich eine langjährige Brieffreundschaft. 
Wolfgang Woizick war in seiner beruflichen Laufbahn für mehr als 400 Filme und Serien als Dialogbuchautor und Synchronregisseur tätig.
Wolfgang Woizick ist seit Anfang der 2000er-Jahre im Ruhestand und lebt in seiner Geburtsstadt Bad Belzig.